# Чайковська Тетяна Володимирівна
Тетяна Володимирівна Колеснік, у шлюбі Чайковська (нар. 25 січня 1992, с. Купіль, Україна) — українська журналістка, SMM-менеджерка, викладачка та поетеса.

## Життєпис
Народилася 25 січня 1992 року в селі Купіль Волочиського району Хмельницької области.
Закінчила Купільську загальноосвітню школу (з відзнакою), філологічний факультет Тернопільського національного педагогічного університету (2015, спеціальність — журналістика).
Працювала:
- журналісткою-аналітиком, розслідувачкою тижневика «Номер один» (червень 2015 — травень 2018)[1],
- власною кореспонденткою львівської газети «Експрес» у Тернополі (серпень 2018 — грудень 2019)[1],
- викладачкою курсу «Інтернет-журналістика» для студентів територіально-відокремленого структурного підрозділу Відкритого міжнародного університету розвитку людини «Україна» у Тернополі[1].

З червня 2019 року — головна редакторка газети «Тернопіль вечірній», що виходить раз на місяць.
Позаштатна дописувачка інтернет-видання «Погляд [Архівовано 18 березня 2022 у Wayback Machine.]».
У 2017 році виграла суд у міського голови Тернополя Сергія Надала, який вимагав 20 тисяч гривень моральної компенсації.
2 квітня 2019 року одружилася з дизайнером та рекламником Миколою Чайковським — онуком тернопільського природоохоронця Миколи Чайковського.

## Доробок
У 2012 році видала друком вірші в студійній антології «87».

## Відзнаки
- Учасниця міжнародного проекту ТЕМПУС IV «Кросмедіа і якісна журналістика» (м. Пассау, Німеччина)[1].
- Переможниця Всеукраїнського молодіжного фестивалю реклами «Granart» з рекламним відео-роликом «Любов потрібна всім…» (м. Запоріжжя, 2013 рік)[1].
- Фіналістка конкурсу «Правозастосування та управління у лісовому секторі України. 2017» — з текстом «Кримінальна Бережанщина: підпали машин, погрози та залякування через…ліс»[5].